# Nyodes meloui
Nyodes meloui là một loài bướm đêm trong họ Noctuidae.